# Graciela Romero
Graciela Concepción Romero Piñero, más conocida por su apodo de Totó Romero (14 de mayo de 1925-4 de noviembre de 2011) fue una asistente social, periodista y escritora chilena.

## Biografía
Nacida del matrimonio conformado por el escritor Alberto Romero Herrera y la argentina Zulema Piñero Franco, se formó en el Colegio Universitario Inglés de Santiago de Chile. Fue tía suya la también destacada periodista María Romero.
A los 21 años, contrajo matrimonio con el ciudadano español Andrés Rosselló Clar, quien era 16 años mayor que ella. Se separaron debido a que él quería que dejara de trabajar, para lo cual le quitó el auto y el chofer. «Si quieres trabajar, ándate en micro», le esgrimió él. Ella no lo hizo en microbús, sino en taxi. Fue madre de Alfonso Rosselló.
A pesar de ser asistente social de profesión, destacó nacionalmente por sus escritos conjuntos con la periodista Ximena Torres Cautivo. Trabajó en diversos medios de comunicación, recordándose especialmente su labor en la revista Paula.
Desde 2009, su salud estaba resentida y debía ser asistida por un tanque de oxígeno. Al morir, sus restos fueron cremados.

## Publicaciones
Algunas de sus obras son: 
- "El evento"
- "El chileno de maleta"
- "Cómo sobrevivir en Chile después de los 30"
- "Con el voto a dos manos".